# HAZOP
De HAZOP (hazard and operability)-methode is een procesveiligheidsanalyse die gebruikt wordt om gevaren en werkingsproblemen van een proces of operatie te bestuderen. In een HAZOP-studie wordt een welomschreven installatie of proces op een systematische manier in detail onderzocht. Een HAZOP kan zowel op nieuwe als bestaande processen of operaties worden toegepast. Het doel van een HAZOP is het identificeren hoe het proces of de operatie kan afwijken van zijn bedoelde ontwerp. Hiervoor wordt de mogelijkheid tot foutief functioneren van elk individueel onderdeel bepaald, waarna de gevolgen hiervan op de gehele installatie worden onderzocht. Een HAZOP wordt steeds uitgevoerd door een multidisciplinair team met voldoende kennis en ervaring.

## Geschiedenis
De HAZOP-methode is ontstaan tijdens het ontwerpen van een nieuwe fenolinstallatie van Imperial Chemical Industries (ICI) in 1963. Volgens Trevor A Kletz, een werknemer van ICI, werd een techniek genaamd kritische examinatie toegepast op het ontwerp van de fenolinstallatie. Deze techniek was destijds een gangbaar methode om een activiteit te evalueren, waarbij door verschillende vragen te stellen mogelijke alternatieven werden gevonden. Tijdens de uitwerking van de techniek voor de fenolinstallatie, veranderde de focus echter van het vinden van alternatieven naar het vinden van afwijkingen. Dit was dan ook de basis van HAZOP studies zoals ze tegenwoordig gekend zijn. Kletz en collega’s legden met deze eerste HAZOP uiteindelijk vele tekortkomingen bloot in het ontwerp van de installatie. In 1974 publiceerde Herbert Lawley de eerste paper over HAZOP studies.

## Voorbereiding
Belangrijk voor het succes van een HAZOP-studie is de kwaliteit, beschikbaarheid en volledigheid van de procesveilgheidsinformatie. In het bijzonder is de nauwkeurigheid van de piping and instrumentation-diagrammen (P&IDs) essentieel. Daarom is het, ter voorbereiding van de HAZOP-sessies, aangeraden een walkdown van de installatie of operatie te doen en vervolgens de inaccuraat bevonden P&IDs te actualiseren.

## Methode
De HAZOP-methode gebruikt gidswoorden die worden toegepast op verschillende procesparameters, om zo de mogelijke afwijkingen van normale werking van een installatie te identificeren. Deze procedure wordt dan toegepast op elk knooppunt (node). Een knooppunt is een sectie van de installatie, met duidelijke gedefinieerde grenzen, zodat de analyse van elk onderdeel en apparaat van de installatie verzekerd is. Wanneer alle afwijkingen voor elk knooppunt vervolgens zijn bepaald, identificeert het HAZOP team hiervan de mogelijke oorzaken en gevolgen. Voor elke combinatie van oorzaak en gevolg worden dan de veiligheidsmaatregelen bepaald, die het gevaar van de geïdentificeerde afwijkingen kunnen voorkomen of inperken. Als de veiligheidsmaatregelen onvoldoende zijn, moeten aanvullende aanbevelingen worden geformuleerd.
| Gidswoord  | Betekenis |
| ---------- | --- |
| Geen       | Niets van de beoogde ontwerpdoelen zijn bereikt                                                                                 |
| Meer       | Kwantitatieve stijging van een parameter                                                                                        |
| Minder     | Kwantitatieve daling van een parameter                                                                                          |
| Zowel      | Een extra gebeurtenis vindt plaats                                                                                              |
| Deel van   | Alleen sommige van de beoogde ontwerpdoelen zijn bereikt                                                                        |
| Omgekeerd  | Het logisch omgekeerde van de ontwerpdoelen vindt plaats                                                                        |
| Anders dan | Er vindt een volledige substitutie plaats – een andere gebeurtenis vindt plaats OF een ongebruikelijke gebeurtenis vindt plaats |

Tabel 1: Standaard gidswoorden en hun betekenis.
| Debiet      | pH          |
| Druk        | Tijd        |
| Temperatuur | Compositie  |
| Niveau      | Viscositeit |
| Mengen      | Reactie     |
| Start/Stop  | Monitor     |

Tabel 2: Voorbeelden van mogelijke procesparameters.

### Stappenplan
Volgend stappenplan wordt gevolgd tijdens een HAZOP-studie:
1. Identificatie van een knooppunt
2. Identificatie van het ontwerpdoel en normale werking van het knooppunt
3. Identificatie van een afwijking van het ontwerpdoel of normale werking van het knooppunt door gidswoorden toe te passen
4. Identificatie van mogelijke oorzaken en gevolgen van de afwijking (een afwijking wordt als significant aanzien wanneer het een aannemelijke oorzaak en schadelijke gevolgen heeft)
5. Identificatie van de veiligheidsmaatregelen, indien van toepassing
6. Identificatie van aanbevelingen indien geen veiligheidsmaatregelen zijn getroffen of indien de veiligheidsmaatregelen onvoldoende zijn

## Team
De samenstelling en de grootte van het HAZOP team hangt af van den de complexiteit van de te bestuderen installatie of proces. Een team bestaat meestal uit een kern van vijf tot zes mensen maar kan ook kleiner (minimaal 4 personen) of groter zijn. De typische rollen in het team zijn:
- Teamleider of facilitator: leidt het HAZOP -proces en zorgt dat de HAZOP-procedure effectief en productief verloopt. Het is iemand die voldoende ervaring heeft met HAZOPs en onafhankelijk is van het te analyseren project.
- Notulist (scribe): documenteert de bevindingen van het team en houdt alle gegevens bij. Het is iemand met een technische achtergrond die de HAZOP-methodologie kent.[3]
- Procesingenieur
- Operator
- Veiligheidsdeskundige
- Procesautomatisatieingenieur
- Onderhoudsdeskundige

Alle teamleden zouden voldoende kennis en ervaring moeten hebben in het domein van de te bestuderen operatie of installatie. Opdat een complete en correcte analyse van de gevaren kan gemaakt worden, zou bovendien elke basisdiscipline vertegenwoordigd moeten zijn in het team.

## Seveso (België)
Bij sevesobedrijven in België wordt elke vijf jaar een uitgebreide veiligheidsinspectie van de gehele installatie gedaan. Door uitvoering van een HAZOP analyse en implementatie van de veiligheidsmaatregelen bekomen uit de risicoanalyse kan de conformiteit aan Seveso III-richtlijn en de andere relevante veiligheidsnormen worden gegarandeerd.